# Dredd
Dredd es una película de acción y ciencia ficción de 2012 dirigida por Pete Travis y escrita y producida por Alex Garland. Se basa en el cómic Judge Dredd de 2000 AD y su personaje epónimo creado por John Wagner y Carlos Ezquerra.
Karl Urban desempeña el papel del juez Dredd, un responsable de la ejecución de la ley que desempeña el papel de juez, jurado y verdugo en una gran metrópoli distópica llamada Mega-City Uno que se encuentra en un desolado desierto postapocalíptico. Dredd y su compañera principiante, la juez Anderson (Olivia Thirlby), se ven obligados a llevar el orden a un enorme edificio de apartamentos de 200 pisos de altura y luchar contra el señor de la droga que lo controla, Ma-Ma (Lena Headey).
Garland comenzó a escribir el guion en 2006, aunque el desarrollo de esta nueva adaptación cinematográfica del personaje, sin relación con la película de 1995 Judge Dredd, no se anunció hasta diciembre de 2008. Producida por el estudio británico DNA Films, Dredd inició la fase de fotografía principal en noviembre de 2010. El rodaje tuvo lugar en platós y localizaciones de Ciudad del Cabo y Johannesburgo.
Se estrenó en cines en septiembre de 2012. La crítica fue por lo general positiva respecto a los efectos visuales, el elenco y la acción de la película, aunque valoraron negativamente su excesiva violencia y su falta de los elementos satíricos característicos del cómic en el que se basa. A pesar de la respuesta positiva de la crítica, la película solo ganó algo más de 41 millones de dólares en la taquilla, de un presupuesto estimado de 50 millones. Tuvo mayor éxito tras su lanzamiento en los medios de reproducción de cine doméstico, y desde entonces se la considera una película de culto. La recaudación en taquilla hace suponer que una secuela sea improbable, pero las ventas domésticas y de los medios de comunicación, así como la presión de los fanes, respaldada por Rebellion Developments, la editora de 2000 de AD, hacen que no se descarte la posibilidad de una secuela, aunque probablemente no en la gran pantalla.

## Argumento
En un futuro cercano, Estados Unidos es un páramo radiactivo conocido como la Tierra Maldita (Cursed Earth). A lo largo de la costa este, desde Boston hasta Washington D. C., se extiende Mega-City Uno, una violenta megalópolis con 800 millones de habitantes y 17 000 delitos reportados diariamente. La única fuerza encargada de mantener el orden son los denominados «Jueces», responsables de la ejecución de la ley y que desempeñan el papel de policía, juez, jurado y verdugo. La Juez Jefe asigna al juez Dredd la misión de realizar una evaluación extraordinaria a la nueva recluta Cassandra Anderson, una poderosa psíquica que no superó las pruebas de aptitud para convertirse en juez, pero en quien la fuerza tiene interés ya que de ser aceptada sus habilidades serían una notable ventaja contra el crimen.
Dredd, quien posee una visión rígida y estricta de las normas, se siente molesto con la idea de darle tal oportunidad a un cadete reprobado, por lo que acepta a regañadientes supervisarla. Tras reunirse con la muchacha, le advierte que durante ese día será su compañera de patrullaje y él evaluará su desempeño, decidiendo al final del turno bajo sus propios criterios si ella aprobó o no. Como primera medida le advierte que existen tres situaciones que significaran reprobar de forma inmediata: Dar una sentencia incorrecta, desobedecer una orden directa y extraviar o permitir que le arrebaten su arma primaria.
En Peach Trees, un enorme rascacielos bloque de viviendas de 200 pisos de altura en los suburbios, Madeline Madrigal, señora de la droga conocida como «Ma-Ma», asesina a tres traficantes de drogas haciéndolos desollar vivos tras hacerles consumir slo-mo, una nueva y adictiva droga que reduce a los que lo consumen su percepción del tiempo al 1 % de lo normal, y los arroja por el atrio desde el piso más alto. Dredd y Anderson son enviados a investigar y en la torre luchan con un grupo de delincuentes y arrestan a un rufián llamado Kay quien, mediante un sondeo mental de Anderson, revela ser el que llevó a cabo las ejecuciones de los traficantes. Dredd decide llevárselo para interrogarlo. Para evitarlo, las fuerzas de Ma-Ma se apoderan de la sala de control de la torre y sellan el edificio, usando sus escudos blindados de protección simulando una prueba de seguridad, evitando así que los jueces puedan salir o que pidan ayuda.
Ma-Ma ordena a sus secuaces que maten a Dredd y Anderson, obligando a los jueces a luchar contra docenas de matones armados mientras tratan de encontrar una salida. Al llegar al piso 76, los jueces son atacados por Ma-Ma y sus hombres con cañones rotativos Vulcan que destrozan las paredes a su alrededor al tratar de alcanzarles y matan a numerosos residentes. Ma-Ma envía a Caleb, su mano derecha, para buscar a los jueces. Cuando se encuentran, Dredd arroja a Caleb desde la torre a la vista de Ma-Ma.
Dredd sospecha que Ma-Ma está intentando silenciar a Kay y le golpea para obtener información. Anderson lee la mente de Kay y descubre que Peach Trees es el centro de producción y distribución del slo-mo. Anderson recomienda que se escondan mientras esperan ayuda, pero Dredd insiste en que suban a lo alto de la torre y persigan a Ma-Ma. Los jueces Volt y Guthrie responden a una llamada de Dredd, pero el experto informático de Ma-Ma les niega la entrada convenciéndoles de que el sistema de seguridad está funcionando mal. Un par de adolescentes armados se enfrentan a Dredd y Anderson, permitiendo a Kay desarmar y retener a Anderson, escapando con ella como rehén, y la lleva a la base de Ma-Ma en la última planta.
Mientras Dredd sigue su camino, Ma-Ma contacta con los jueces corruptos Lex, Kaplan, Chan y Álvarez. Los cuatro relevan a Volt y Guthrie del servicio y los secuaces de Ma-Ma les permiten entrar en el edificio. Dredd se encuentra con Chan y sospecha de él al ver que no le pregunta sobre Anderson. Al caer su coartada, Chan ataca a Dredd, pero este lo mata. Mientras tanto, Kay intenta ejecutar a Anderson con su propia arma, pero el escáner de ADN con el que está dotado la pistola no lo reconoce y explota, destrozándole el brazo. Ella huye y se encuentra con Kaplan, a quien rápidamente mata al desenmascararla leyendo su mente. En otra parte, Dredd mata a Álvarez, pero se queda sin munición y recibe un disparo de Lex en el abdomen. Lex va a ejecutar a Dredd, pero éste le hace esperar lo suficiente para que Anderson llegue y lo mate.
Anderson y Dredd obtienen del experto informático el código del apartamento de Ma-Ma tras lo cual Dredd pretende juzgarlo y sancionarlo como un delincuente. Sin embargo, Anderson sondea sus recuerdos y descubre que Ma-Ma lo mantiene retenido contra su voluntad y suele torturarlo por diversión, por lo que le permite irse; esto molesta al juez, que le recuerda que fallar una sentencia o desobedecerlo implica reprobar; sin embargo Anderson replica que es consciente de haber fallado su evaluación desde el momento en que perdió su arma, pero aun así, está dispuesta actuar de forma correcta en el poco tiempo que le queda como juez.
Al llegar al apartamento se enfrentan y matan a todos los hombres de Ma-Ma. La malvada narcotraficante exige a Dredd que se rinda, advirtiendo que si ella muere un dispositivo en su muñeca detonará explosivos ocultos en los pisos superiores, destruyendo el edificio. Dredd razona que la señal del detonador no llegará a los explosivos desde la planta baja, por lo que obliga a Ma-Ma a inhalar slo-mo y la arroja por el atrio donde muere aplastada contra el suelo del vestíbulo.
Una vez liberado el edificio la Juez Jefe se presenta en el lugar para consultar a Dredd sobre el resultado de la evaluación de Anderson; a lo que él responde que ha aprobado. Tras esto, y a pesar de sus heridas, Dredd monta nuevamente su motocicleta y continúa su patrullaje.

## Reparto

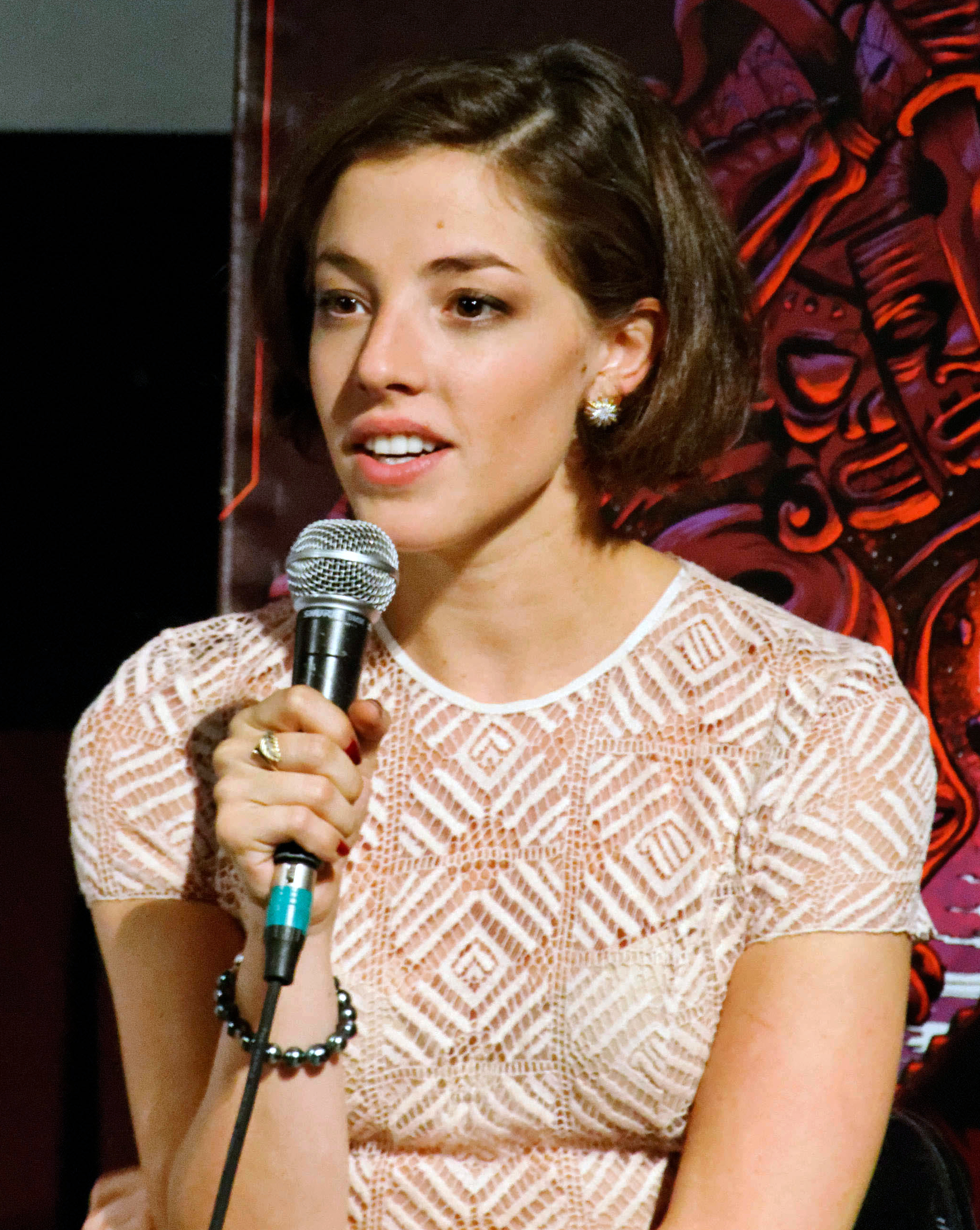
Olivia Thirlby durante la promoción de la película en el festival de cine Fantastic Fest de 2012.

- Karl Urban como Juez Dredd: Un juez reconocido y a la vez temido.[6] El productor Allon Reich describió a Dredd como «un personaje extremo, que administra la justicia con una extrema falta de prejuicios». Urban se ofreció a los productores para formar parte de la película. Consideró el papel todo un desafío porque el personaje nunca se quita su casco, por lo que debía mostrar sus emociones sin utilizar los ojos. Consideraba al personaje como un hombre corriente con un trabajo increíblemente duro en una sociedad que se hace añicos y comparó el heroísmo de Dredd con el de un bombero.[7] El papel también exigía una gran preparación física; Urban inició un entrenamiento físico intensivo para convertirse en una «bestia de hombre».[8] También recibió entrenamiento con armas y adiestramiento técnico para aprender cómo operar bajo fuego, detener a criminales y derribar puertas. Insistió en realizar sus propias escenas arriesgadas con la motocicleta en la película. Interpretó a Dredd con un tono de voz áspero y duro similar a «una sierra que corta a través del hueso», que encontró difícil de mantener.[7]

- Olivia Thirlby como Jueza Cassandra Anderson: Una jueza novata y mutante genética con poderosas habilidades psíquicas.[9] Anderson puede percibir los pensamientos y las emociones de los demás.[10] Thirlby contrastó su personaje a la visión de «o blanco o negro» de Dredd, mostrando a Anderson «en una zona gris donde todo se ve acentuado u oscurecido por el hecho [de que] sabe lo que está sucediendo en el interior de una persona». Recibió entrenamiento con armas y adiestramiento de combate, y aprendió a ejecutar una patada giratoria para hacerla creíble para imponerse físicamente. El personaje se inspiró en parte en la cantante Debbie Harry.[11]

- Lena Headey como Ma-Ma (Madeline Madrigal): Una antigua prostituta que se convirtió en narcotraficante y jefe de una banda criminal, única proveedora de slo-mo, una nueva droga muy adictiva.[12] La actuación de Headey estuvo inspirada por la cantante de punk-rock Patti Smith. Reich describió el personaje como alguien que «no se preocupa en absoluto por lo que los demás piensen o sientan, y hará lo que quiera y se comportará como quiera».[13] Headey dijo: «Pienso en ella [Ma-Ma] como un viejo y gran tiburón blanco que está esperando a que alguien más grande y fuerte aparezca y la mate ... ella está lista para eso. De hecho, no puede esperar a que suceda ... Es adicta, por lo que en cierto modo está ya muerta, pero ese último golpe aún no ha llegado.»[14] Antes de la elección de Headey para el papel, el personaje se había descrito como una mujer vieja, muy maquillada, llena de cicatrices y obesa.[15][16]

- Wood Harris como Kay: Miembro de la banda de Ma-Ma.[17] Harris describió al personaje como un villano, pero que se ve a sí mismo como alguien que no es peor que los Jueces. Harris dijo: «... Dredd va por ahí literalmente juzgando y matando a la gente si comete un error ... Cualquiera que se oponga al sistema podría acabar como el malo. Así que creo que Kay en su interior ve justificado el tener que luchar».[18]

Otros personajes: Domhnall Gleeson como el experto informático del que no se menciona su nombre en pantalla; Warrick Grier como Caleb, mano derecha de Ma-Ma; Deobia Oparei como TJ, médico de Peach Trees; Francis Chouler como juez Guthrie; Daniel Hadebe como juez Volt y Rakie Ayola como Juez Jefe. Langley Kirkwood, Edwin Perry, Karl Thaning y Michele Levin representan, respectivamente, a los jueces corruptos Lex, Álvarez, Chan y Kaplan. El reparto también cuenta con Junior Singo como Amos y Luke Tyler como Freel, los adolescentes que se enfrentan a Dredd; Jason Cope como Zwirner, el matón ejecutado por Dredd durante la escena de apertura; Joe Vaz como Big Joe, el rufián que lidera la confrontación fuera de la estación médica; Scott Sparrow como Japhet, la primera ejecución de Anderson; y Nicole Bailey como Cathy, la esposa de Japhet, en cuyo apartamento se refugian los jueces.

## Producción
La producción de la película se anunció el 20 de diciembre de 2008, aunque Alex Garland había comenzado a trabajar en el guion en 2006. El estudio británico DNA Films produjo la película y se asoció con IM Global para la venta de los derechos de distribución en todo el mundo. En mayo de 2010, IM Global y su propietaria Reliance Big Pictures acordaron cofinanciar el proyecto de realización de la película en 3D con un presupuesto de producción de 45 millones de dólares y un calendario para comenzar la filmación en Johannesburgo, Sudáfrica, a finales de 2010. Se contrató a Pete Travis como director y Garland, Andrew Macdonald y Allon Reich serían los productores. Previamente se le había ofrecido la dirección a Duncan Jones, pero rechazó la oferta; en una entrevista de 2010, Jones dijo que su visión de la película era no convencional, describiéndola como extraña, oscura y divertida, y no encajaba bien con el guion de Garland.
En septiembre de 2010, se informó que la película se titularía Dredd. La preproducción comenzó el 23 de agosto de 2010 en Cape Town Film Studios de Ciudad del Cabo, Sudáfrica. Durante la Convención Internacional de Cómics de San Diego de julio de 2010, Urban confirmó que le habían ofrecido el papel de juez Dredd y el 18 de agosto de 2010 se informó oficialmente que Urban tenía el papel. En septiembre de 2010 se anunció que Thirlby desempeñaría el papel de la recluta telépata Cassandra Anderson. En el mismo mes, durante el Festival Internacional de Cine de Toronto, la película consiguió 30 millones de dólares en preventas mundiales a distribuidores en el 90 % de los mercados cinematográficos. Las ventas incluían un acuerdo de 7 millones de dólares con la distribuidora británica Entertainment Film Distributors.
El 2 de noviembre de 2010 Lions Gate Entertainment obtuvo los derechos de distribución de la película en Norteamérica. Headey se unió al elenco como la narcotraficante Ma-Ma en enero de 2011. Uno de los creadores del personaje del cómic, John Wagner, actuó como consultor en la película; Wagner confirmó en 2012 que la película era una nueva adaptación del cómic y no un remake de Judge Dredd, la adaptación cinematográfica del año 1995 que protagonizó Sylvester Stallone.

### Guion
Alex Garland comenzó el guion durante la posproducción de otro de sus quehaceres como guionista, Sunshine, y completó su primer borrador mientras trabajaba como productor ejecutivo durante el rodaje de 28 Weeks Later. El boceto inicial de Garland giraba en torno a uno de los principales enemigos de Dredd, el Juez Muerte (personaje del cómic, un no muerto que lidera los llamados «Jueces Oscuros»), pero que no funcionó porque el sistema de Jueces todavía no se había establecido y requería demasiado conocimiento sobre el cómic por parte de los espectadores, además consideró el resultado final demasiado surrealista y extremo. Decidió entonces que la historia debía estar más centrada y realista, y se planteó adaptar algunas de las historias más notables de Judge Dredd, como Democracy (1986) y Origins (2006), aunque finalmente decidió evitar estos extensos relatos en favor de una historia más corta y cotidiana sobre Dredd y su función como policía en el ambiente distópico de Mega-City Uno. Al desarrollar el personaje del juez Dredd, Garland trató de ajustarse al personaje del cómic, que sólo muestra pequeños cambios de personalidad durante un largo período de tiempo. Dijo: «No creí que Dredd podría tener una gran epifanía, pero definitivamente se produce un cambio en él en el transcurso de la película. Hace una declaración contundente al principio de la película, que luego contradice al final. Esto es lo más lejos que puede llegar». Garland le dio intencionadamente una evolución más tradicional del carácter a Anderson para compensar la estabilidad emocional de Dredd.
Al plantearse las escenas de la película dentro de la gran torre Peach Tree, Garland dijo que los edificios eran «como pequeñas ciudades estado ... podrías vivir y morir en esos edificios». También consideró la sugerencia de Wagner de que el futuro representado en la película debía relacionarse con la forma de vivir moderna. Garland le dio ese nombre a la torre por un restaurante llamado «The Peach Tree» en Shrewsbury, Inglaterra, donde se reunió por primera vez con Wagner. El presupuesto limitó la posibilidad de representar algunos de los aspectos cómicos de Mega-Ciudad Uno, como robots y extraterrestres. A lo largo de la producción, Garland envió su guion a Wagner, quien cambió parte del diálogo. Urban también lo revisó durante su actuación.

### Diseño
Los productores decidieron que Dredd debería tener una apariencia estilizada y rápida como un boxeador en lugar de voluminosa como «alguien que pasa horas atiborrándose de esteroides». Su uniforme de juez se modificó respecto al del cómic; se eliminó una figurilla de un ágila extrudida en la almohadilla del hombro para acentuar la funcionalidad del equipo y para darle sensación de realismo. Garland dijo: «Si hiciéramos una adaptación muy fiel del uniforme, tendríamos a alguien que si lo apuñalaban en el estómago, estaría en un gran aprieto. Dredd desempeña su trabajo en primera línea, por lo que necesitaba protección». Manteniéndose fiel al cómic, el rostro de Dredd, a excepción de la boca, nunca se muestra y no se quita el casco en ningún momento a lo largo de toda la película. Urban dijo: «Se supone que es un representante sin rostro de la ley y creo que es parte de su misterio ... No llegarías al final de un wéstern de Sergio Leone Western y dirías: '¡Dios, ni siquiera se sabe el nombre del personaje!' Es irrelevante.»
El arma característica de los jueces, el «Legislador» se creó como un arma completamente operativa basada en un sistema de 9 mm, capaz de disparar munición y pasar de fuego automático a semiautomático. Su «Lawmaster» era una motocicleta de 500 cc modificada, a la que se la añadió un gran carenado con las ametralladoras, una base para las ruedas ampliada y los neumáticos funcionales de mayor anchura posible. El vehículo también era operativo y Urban insistió en montarlo en lugar de confiar en los efectos visuales mediante croma. Wagner describió la necesidad de la adaptación del material de la fuente original y dijo que la opción escogida en la película de 1995 de replicar directamente la motocicleta del cómic hacía imposible su manejo porque los neumáticos eran demasiado grandes.
Garland y el supervisor de efectos visuales Jon Thum comenzaron el desarrollo del concepto de las secuencias del slo-mo en 2009 durante el rodaje de Nunca me abandones. Hicieron pruebas para replicar los efectos visuales de las drogas alucinógenas y determinar cuánto tiempo deberían durar antes de distraer al espectador de la historia o la secuencia de acción. Continuaron desarrollando y modificando el efecto hasta el final de la posproducción, ajustando los colores, la saturación de color, el encuadre de la imagen y el movimiento de la cámara. Las escenas del efecto del slo-mo también están dotadas de un brillo color arco iris que para crear un efecto irreal y de otro mundo. Los cineastas experimentaron con bolsas de sangre, prótesis, disparos de balas reales y aire comprimido para ver el efecto de los impactos directos a cámara lenta. En la versión final, se utilizó aire comprimido para crear ondas de impacto en la carne. Garland dijo que la idea se inspiró en los documentales sobre la naturaleza que utilizan la fotografía de alta velocidad para capturar animales en cámara lenta. Dijo: «Vemos una ballena o un tiburón atravesar el agua ... entonces dejamos de pensar en el animal y quedamos atrapados por ... cómo las gotas de agua se unen y se tocan unas con otras. En cienta forma como un verdadero viaje [efecto de la droga], algo fuera de él, pero permaneciendo unido al mismo tiempo.» Se preguntó si la técnica podía utilizarse con la violencia para hacerla puramente estética; dijo: «¿Puede ser tan abstracto que se vuelve genuinamente hermoso? ... realmente estéticamente hermoso incluso si a alguien le está estallando la mejilla o aplastando su cabeza contra el hormigón.» El dibujante de cómics Jock proporcionó el material gráfico para el diseño y ambientación de la película.

### Rodaje
Con un presupuesto de producción de 45 millones de dólares, el rodaje comenzó el 12 de noviembre de 2010 en Ciudad del Cabo y duró aproximadamente 13 semanas; el de la segunda unidad duró siete semanas. Los lugares de rodaje escogidos fueron Johannesburgo y Cape Town Film Studios (Dredd fue el primer proyecto filmado en ese estudio). El proyecto involucró a la mayoría del personal de Cape Town Film y alrededor de 40 personas más contratadas para esta película. Los productores optaron por filmar en Sudáfrica por el bajo coste de contratación del elenco y el personal del equipo en comparación con otros lugares como Europa y Norteamérica, así como los incentivos gubernamentales que ofrecían rebajar hasta el 25 % de los costes de producción. La película fue rodada en formato digital y principalmente en 3D utilizando cámaras de alta velocidad RED MX, SI2K y Phantom Flex. Se utilizaron equipos de cámara múltiples.
El cofundador de DNA Films, Andrew Macdonald, contrató al director de fotografía Anthony Dod Mantle para gestionar el rodaje; era la primera vez que Mantle trabajaba con 3D. Los productores querían que la película tuviera una apariencia realista y visceral, y se inspiraron en películas de crímenes y gánsteres. Para las escenas que expresaban la alteración del tiempo y el espacio por los efectos del slo-mo, Mantle pretendía crear imágenes que fueran bellas pero desorientadoras.
Mega-City Uno y sus enormes torres se crearon en Cape Town Film Studios. Resultó difícil encontrar un plató adecuado para el gran atrio de Peach Trees, y los productores no querían construir un set muy costoso. Durante un visionado de fotos de localizaciones de Ciudad del Cabo, los realizadores vieron un gran espacio exterior de tres paredes que parecía interior cuando se filmaba por la noche. Una secuencia clave en la película en la que Ma-Ma y su banda dispararon con los cañones rotativos a través del atrio en su intento de matar a Dredd, requirió diez días de rodaje y ocho platós diferentes dentro y fuera del estudio que se mezclaron mediante efectos visuales. El supervisor de efectos visuales Jon Thum no pudo utilizar en la escena un vuelo en helicóptero que se había programado para obtener planos aéreos de Johannesburgo debido a problema de última hora con los permisos de vuelo; los disparos resultantes no eran lo suficientemente específicos y Thum tuvo que escoger los que pudieran describir la trama. Mantle tuvo que desarrollar nuevos dispositivos para conseguir disparos en primer plano; para describir la estética que pretendía conseguir, dijo: «Espero que sea más pictórica, si lo hacemos bien, será una mezcla entre Blade Runner y La naranja mecánica». Garland fue una presencia constante durante el rodaje y Urban llegó a decir que en ocasiones se dirigía a Garland para temas de dirección en lugar de a Travis.

### Posproducción
Los realizadores hicieron pruebas con distintas posibles representaciones de Mega-City Uno, como el diseño y posicionamiento de las torres de bloques de la ciudad, para crear la impresión de que la ciudad había surgido de los restos de otra. Vieron que al intentar replicar las imágenes del cómic con las torres cerca unas de otras hacía que los edificios parecieran pequeños, por lo que dejaron más espacio entre las torres para destacar los edificios más grandes y permitir la inclusión de calles y coches. Se agregaron afloramientos y apéndices para romper las líneas rectas de los edificios.
El 7 de octubre de 2011, el diario Los Angeles Times informó que a Travis se le había impedido participar en el proceso de edición tras algunos desacuerdos creativos entre productores y ejecutivos, y Garland se hizo cargo del proceso de edición; su contribución fue considerada lo suficientemente significativa como para considerar su inclusión en los créditos como codirector, una situación considerada inusual, ya que Garland nunca había dirigido antes una película y no había estado al frente de ningún rodaje. El desacuerdo se produjo a causa de la desaprobación de las secuencias que Travis proporcionaba. Aunque Travis fue apartado del proceso de edición, supervisaba el progreso de la película. El 10 de octubre, Travis y Garland publicaron una declaración conjunta afirmando que habían acordado una «colaboración poco ortodoxa» antes de que comenzara la producción, que Travis todavía estaba involucrado en la película y que Garland no estaba buscando figurar como codirector.

## Música
El escocés Paul Leonard-Morgan compuso la banda sonora de música industrial para la película. Leonard-Morgan creó la música adaptándose a la ambientación futurista de la película. Hizo pruebas con música basada en bandas, pero decidió que sonaba sobreproducida y demasiado cautelosa. Se centró entonces en la música electrónica y utilizó sintetizadores de estilo de los de los años 1980 y módulos de sonido modernos para crear diversas combinaciones aplicando distorsiones y otros efectos al resultado. Declaró: «Estaba buscando crear notas atemporales que no pudieran ser situadas en ninguna época en concreto, así que terminó siendo un cruce entre una pista de baile moderna y paisajes sonoros evocadores». Para las escenas que transmitían el efecto del estupefaciente slo-mo, compuso música nueva con instrumentos reales y luego ralentizó los temas en varios miles por ciento para que coincidieran con las imágenes, de tal forma que un segundo de su composición podría durar diez minutos. Posteriormente añadió un tema adicional en tiempo real a la partitura ralentizada.
Una modificación no oficial de una canción de Justin Bieber sirvió de inspiración para el tema Slo-Mo. Garland dijo que el instrumentista de Portishead Geoff Barrow «me envió un enlace a una canción de Justin Bieber que se desaceleró 800 veces y se convirtió en esta impresionante música coral sicodélica». Morgan recreó el efecto basado en la pista modificada, que fue utilizada en la versión final del film. La película utilizó la música de Bieber como una pista temporal durante la edición antes de finalizar la partitura.
La película también incluye canciones de artistas como: «Poison Lips» de Vitàlic; «Dubstride» de Yann McCullough y Gemma Kicks; «Snuffbox» de Matt Berry; «Pontiac Moon» de Robert J. Walsh; y «Jubilee» de Bobby Womack.

Todas las canciones escritas y compuestas por Paul Leonard-Morgan. 
| Listado de temas de la banda sonora |                               |          |  |
| N.º                                 | Título                        | Duración |  |
| 1.                                  | «She's a Pass»                | 3:16     |  |
| 2.                                  | «Mega City One»               | 3:13     |  |
| 3.                                  | «The Plan»                    | 2:37     |  |
| 4.                                  | «The Rise of Ma-Ma»           | 1:55     |  |
| 5.                                  | «Anderson's Theme»            | 2:37     |  |
| 6.                                  | «Lockdown»                    | 2:46     |  |
| 7.                                  | «Cornered»                    | 2:17     |  |
| 8.                                  | «Kay Escapes»                 | 3:17     |  |
| 9.                                  | «Mini-Guns»                   | 2:02     |  |
| 10.                                 | «Undefined Space»             | 1:17     |  |
| 11.                                 | «Bad Judges»                  | 2:03     |  |
| 12.                                 | «Judgment Time»               | 1:52     |  |
| 13.                                 | «Hiding Out»                  | 2:23     |  |
| 14.                                 | «Order in the Chaos»          | 1:16     |  |
| 15.                                 | «Slo-Mo»                      | 1:27     |  |
| 16.                                 | «Taking Over Peach Trees»     | 1:27     |  |
| 17.                                 | «It's All a Deep End»         | 2:20     |  |
| 18.                                 | «Judge, Jury and Executioner» | 2:18     |  |
| 19.                                 | «Any Last Requests?»          | 3:25     |  |
| 20.                                 | «You Look Ready»              | 1:38     |  |
| 21.                                 | «Ma-Ma's Requiem»             | 3:37     |  |
| 22.                                 | «Apocalyptic Wasteland»       | 2:24     |  |

## Marketing
En agosto de 2012 se abrió la web viral «Dredd Report», imitando de forma satírica el Drudge Report. El sitio mostraba un vídeo condenando el uso del slo-mo y enlaces a noticias sobre la película. También se publicó un cómic cuya trama sirve como precuela de la historia de la película y muestra la vida de Ma-Ma como prostituta, controlada por su proxeneta Lester Grimes. Ma-Ma establece una relación con Eric, el creador del slo-mo; Lester mata a Eric por inmiscuirse en su negocio, Ma-Ma castra a Lester con sus dientes en represalia y asume el control de la producción de la droga. El cómic es obra del dibujante de 2000 AD Henry Flint y fue publicado por la revista Judge Dredd Megazine el 5 de septiembre de 2012. Mondo publicó un póster exclusivo de la película con ilustraciones de Jock para promover la presentación de la película en el Fantastic Fest de septiembre de 2012. La campaña de marketing de Dredd ganó un Golden Trailer Award como «Mejor anuncio de suspense para televisión» por el tráiler Big Addicted y nominada en varias categorías más.
 Hay noticias de que Lionsgate aportó 25 millones de dólares para la campaña de publicidad y los costes de impresión. Sin embargo, Urban ha criticado la campaña de promoción de la película, diciendo que era una «campaña de sensibilización de audiencia cero. Nadie sabía que la película se había estrenado. Dredd representa un fracaso en la comercialización, no en la realización de la película.»

## Estreno
Dredd se estrenó en la Convención Internacional de Cómics de San Diego el 11 de julio de 2012. Se proyectó en el Festival Internacional de Cine de Toronto el 6 de septiembre, y en el Fantastic Fest de Austin, Texas, a finales de septiembre.
La película se estrenó oficialmente en cines el 7 de septiembre en el Reino Unido y el 21 de septiembre en todo el mundo. En Sudáfrica se lanzó el 28 de septiembre.

### Taquilla
La película recaudó 28 millones de dólares en los mercados fuera de Norteamérica y 13,4 millones en Norteamérica. En el Reino Unido recaudó 1,05 millones de libras esterlinas (1,7 millones de dólares) en 415 cines durante su primer fin de semana de proyección, convirtiéndola en la película más vista del fin de semana, la primera película restringida a audiencias mayores de 18 años de edad en conseguirlo desde Saw 3D en 2010. Dredd se proyectó principalmente en 3D en el Reino Unido, y las proyecciones 2D fueron notoriamente limitadas, ya que el distribuidor no aceptó las solicitudes de muchos cines para las proyecciones en 2D, una decisión que se cree que pudo haber limitado la asistencia de público a la película.
En Norteamérica, las previsiones previas al estreno estimaban que la película ingresaría entre 8 y 10 millones de dólares durante su primer fin de semana teniendo en cuenta su calificación de película para adultos y la mala reputación de la adaptación de 1995. Recaudó 2,2 millones el día de su estreno y terminó el fin de semana en sexto lugar, con unos ingresos de 6,3 millones de dólares en los 2506 cines que se proyectó. El grupo demográfico de espectadores más numeroso entre el público del fin de semana de estreno fue el de hombres (75 %) mayores de 25 años (69 %). La proyección norteamericana de la película terminó el 1 de noviembre de 2012, después de solo 42 días. Fuera del Reino Unido y de América del Norte, Dredd obtuvo las mayores recaudaciones en China (4,5 millones de dólares), Rusia (4 millones) y Australia (2 millones).

### Respuesta de la crítica

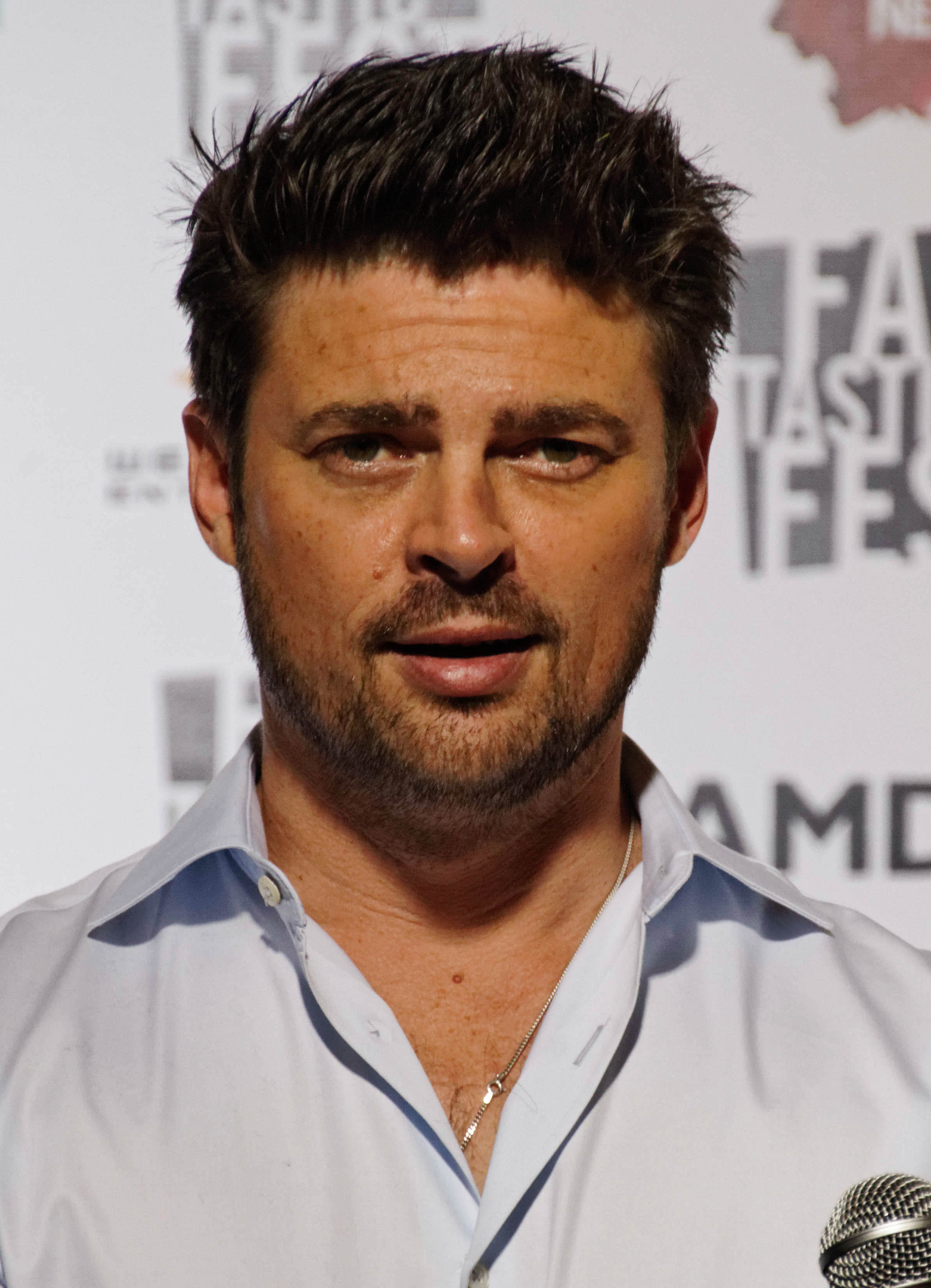
Karl Urban durante la promoción de la película en el festival de cine Fantastic Fest de 2012. La crítica elogió su actuación.

La película fue bien acogida por la crítica cinematográfica.
 En Rotten Tomatoes obtuvo una puntuación de 78 %, basada en 150 reseñas, con una puntuación media de 6,5 sobre 10, una puntuación positiva de la audiencia del 72 % sobre 152 805 opiniones y una valoración general «Alimentada por su ampulosa violencia e impresionantes efectos especiales, unida a la autosátira y el humor impasible, Dredd 3D hace un trabajo notable al captar el espíritu descarnado de su fuente original.» En Metacritic consiguió una puntuación de 59 sobre 100, basada en 29 críticas, lo que indica «reseñas mixtas o medias». Las votaciones de CinemaScore indicaban que el promedio de calificación de la película por los espectadores fue «B» en una escala que va de «A+» a «F».
En su estreno en la Comic-Con de San Diego, la película recibió críticas positivas. IGN le puso un ocho sobre diez y opinaba: «Dredd es, fundamentalmente, un estudio del personaje, alimentado por la violencia y la acción, y no se nos ocurre una manera mejor de introducir de nuevo este personaje al público cinematográfico». Chris Hewitt, de la revista Empire, le otorgó tres de cinco estrellas, considerando que el Dredd de Urban era «un deleite de rostro inexpresivo». Hewitt también elogió el papel de Anderson desempeñado por Thirlby y escribió como resumen «Había mucho que temer de esta nueva adaptación de Dredd, pero es una sólida y ocasionalmente excelente adaptación de Dredd, con la barbilla de Urban particularmente impresionante». Geoff Berkshire, de Variety, dijo que la película era «Sombría, cruda y ultraviolenta» y calificó a Dredd como un «tipo duro de pocas palabras» y también que Urban «hace un buen trabajo encarnando las cualidades más míticas de Dredd como un honesto ejecutor de la ley con el que ningún personaje de los bajos fondos desearía enfrentarse». También elogió a Thirlby por representar la parte emotiva de la historia a la película y que «una de las verdaderas emociones de la película viene al observar a Thirlby equilibrar sin esfuerzo el conflicto entre los deberes despiadados de un juez y el compasivo entendimiento de un psíquico.»
Darren Franich, del Entertainment Weekly, dijo que la película era «un oscuro divertimento empapado en sangre» y destacó a Urban por su «papel creíblemente irónico utilizando poco más que su cavernosa voz, imitación de Eastwood, y su barbilla». The Guardian otorgó a la película 4 de 5 estrellas y elogió la actuación de Urban.
 Laura Sneddon, del New Statesman, señaló que Dredd superó el test de Bechdel, al no dar muestras de sexismo o misoginia y representar positivamente personajes los femeninos sin mostrarlos más débiles, más sexualizados o inferiores a sus homólogos masculinos; Sneddon describió a Anderson como un personaje que repetidamente demuestra su poder sobre los hombres que la subestiman, mientras que Ma-Ma muestra más inteligencia y sadismo que cualquiera de los miembros masculinos de su banda, y ninguna de estas mujeres interactúa con la otra con base en su género. Stephen Dalton, del The Hollywood Reporter, consideró que la película carecía en gran medida del «humor negro, irónico y muy británico del cómic original» y que «la limitada localización, argumento estilo juego de ordenador y escaso humor» podría decepcionar a algunos fanes del cómic. Dalton también dijo que la actuación de Urban, aunque cercana al cómic, le faltaba algo. En general, sin embargo, Dalton dijo que «su tono en el nivel adecuado para complacer a los fans originales, pero lo suficientemente impecable y accesible para atraer a otros nuevos, [Dredd] se percibe como una incorporación inteligente y potente al género de la ciencia ficción de acción.»
Muchos periódicos estadounidenses fueron más críticos con la película. Mark Olsen, de Los Angeles Times, la calificó «una película de acción sin nada en la cabeza» que «simplemente se convierte en una serie monótona de confrontaciones de chicos malos». Frank Lovece, de Newsday, la describió como una película «cruda sin alma», que aparte de una escena creíble por parte de Thirlby, es «el diálogo de un tío que se las da de duro y cinismo sin humor». Kyle Smith, del New York Post, quien consideró las tácticas de la policía desagradables, calificó Dredd como una «película ruidosa y repetitiva»; también escribió: «No es que la película sea de mal gusto o cursi (aunque lo es), sino que toda su hiperviolencia no le aporta nada». Stephen Whitty, del The Star-Ledger, la consideró una «película gris y fea»; dijo que ofrecía poco para atraer a los espectadores y que aparte de las secuencias a cámara lenta mostrando los efectos de la droga, la película no ofrecía nada nuevo.
Los efectos visuales y las secuencias a cámara lenta inducidas por el slo-mo recibieron unas críticas mayoritariamente favorables. Berkshire dijo que eran notables y llamativas con la «impresionante utilización del 3D». Hewitt dijo que «El uso del 3d en la película es a menudo excelente (incluidos los créditos) y realmente hace vivir las escenas del slo-mo». Dalton opinaba que la película «impresiona constantemente a nivel visual, con un estilo crudo más parecido a éxitos de culto como District 9 o 28 Days Later que a los típicos taquillazos de Hollywood sobre cómics». Dalton dijo que «la primera aventura [de Mantle] en 3D es una llamarada de colores saturados, magníficos primeros planos de alta resolución y deslumbrantes secuencias de cámara lenta». Dredd ganó el premio The Art of 3D en los Premios Empire de 2013 y fue nominada en las categorías Best British Film y Best Science-fiction/Fantasy.
John Wagner, uno de los creadores del personaje de cómic, que había criticado la adaptación de 1995, hizo una reseña positiva de Dredd: «Me gustó la película. Fue, a diferencia de la primera película, una verdadera representación del juez Dredd ... Karl Urban fue un buen Dredd y estaría más que feliz de verlo en una secuela. Thirlby estuvo sobresaliente como Anderson ... El personaje y la historia son Dredd en estado puro.» Dredd ha sido considerada como una película de culto desde su lanzamiento. Algunos críticos hicieron comparaciones entre Dredd y The Raid: Redemption, otra película de acción estrenada unos meses antes, señalando que algunos elementos similares en la ambientación, historia y personajes hicieron que Dredd pareciera derivada de esta última.

### Cine en casa
La película se lanzó en DVD, Blu-ray y distribución digital el 8 de enero de 2013 en Norteamérica y el 14 de enero en el Reino Unido. La edición Blu-ray contiene las versiones 2D y 3D de la película y una copia digital. Las ediciones en DVD y Blu-ray incluyen diversos documentales y contenido adicional, diferente en las versiones en inglés y español. Durante su primera semana de lanzamiento en el Reino Unido, Dredd fue número 1 en ventas de DVD y Blu-ray, al igual que en su lanzamiento en Norteamérica, con aproximadamente 650 000 unidades vendidas. También fue la descarga digital más vendida en ese período. Las ventas subieron en el Reino Unido en junio de 2013, tras un rumor que circuló sobre la posibilidad de que las ventas podrían influir en la decisión de DNA Films de rodar una secuela.

## Secuelas
En el London Film and Comic Con de julio de 2012, Garland dijo que una recaudación de la película superior a los 50 millones de dólares en Estados Unidos haría posibles posteriores secuelas y que tenía planes para rodar una trilogía. La segunda película se centraría en los orígenes de Dredd y Mega-City One y la tercera incluiría a los archienemigos de Dredd, el Juez Muerte y sus jueces oscuros. En agosto de 2012 Garland dijo que una serie de televisión de Judge Dredd sería un paso positivo para la serie, y en septiembre de 2012 que estudiaría los argumentos de los episodios «Origins» y «Democracy» del cómic, presentaría a los personajes Juez Cal y Chopper, y estudiaría la posibilidad de que el Juez Dredd es un fascista; ese mismo mes, Macdonald afirmó que las siguientes películas se harían en asociación con IM Global y probablemente se rodarían en Sudáfrica.
En marzo de 2013 el productor ejecutivo Adi Shankar manifestó que una secuela era poco probable. En mayo de 2013, Urban afirmó que una secuela todavía era posible, señalando que la película había encontrado un nicho de audiencia y la respuesta de los aficionados podría resucitar el proyecto. Los fanes de Dredd en Facebook lanzaron una petición solicitando una secuela; en julio de 2013 2000 AD respaldó la petición, apoyando la campaña mediante la inserción de anuncios en sus publicaciones, y en septiembre de 2013 había conseguido más de 80 000 firmas. En abril de 2013, 2000 AD lanzó un cómic como una broma buscando provocar una continuación de la película con una fecha de lanzamiento prevista para septiembre de 2013. El cómic, titulado Dredd: Underbelly, se publicó en el número 340 de Judge Dredd Megazine el 18 de septiembre de 2013. En octubre de 2014 Shankar anunció la producción de una serie derivada online no oficial basada en los Jueces Oscuros que se lanzaría ese mes; la miniserie de animación se tituló Judge Dredd: Superfiend y sus seis episodios fueron aparecieron el 27 de octubre de 2014 en YouTube.
En marzo de 2015 Garland manifestó que una secuela directa no vería la luz en un futuro próximo, al menos no con los actores de la película original. En 2016 Urban afirmó que «se están manteniendo conversaciones» sobre una continuación de Dredd en los servicios de streaming Netflix o Amazon Prime. En una entrevista realizada en mayo de 2016, Urban dijo que si bien la «mal manejada» estrategia de marketing de la película y el «desafortunado» desenvolvimiento en taquilla hacía suponer que era «problemático» intentar rodar una continuación, «el éxito que ha logrado en todos los medios post-cinematográficos ha reforzado definitivamente el argumento en favor de una secuela».
En mayo de 2017 se anunció el lanzamiento una serie de televisión titulada Judge Dredd: Mega-City One, producida por IM Global Television y Rebellion.